# Трансмісійний електронний мікроскоп

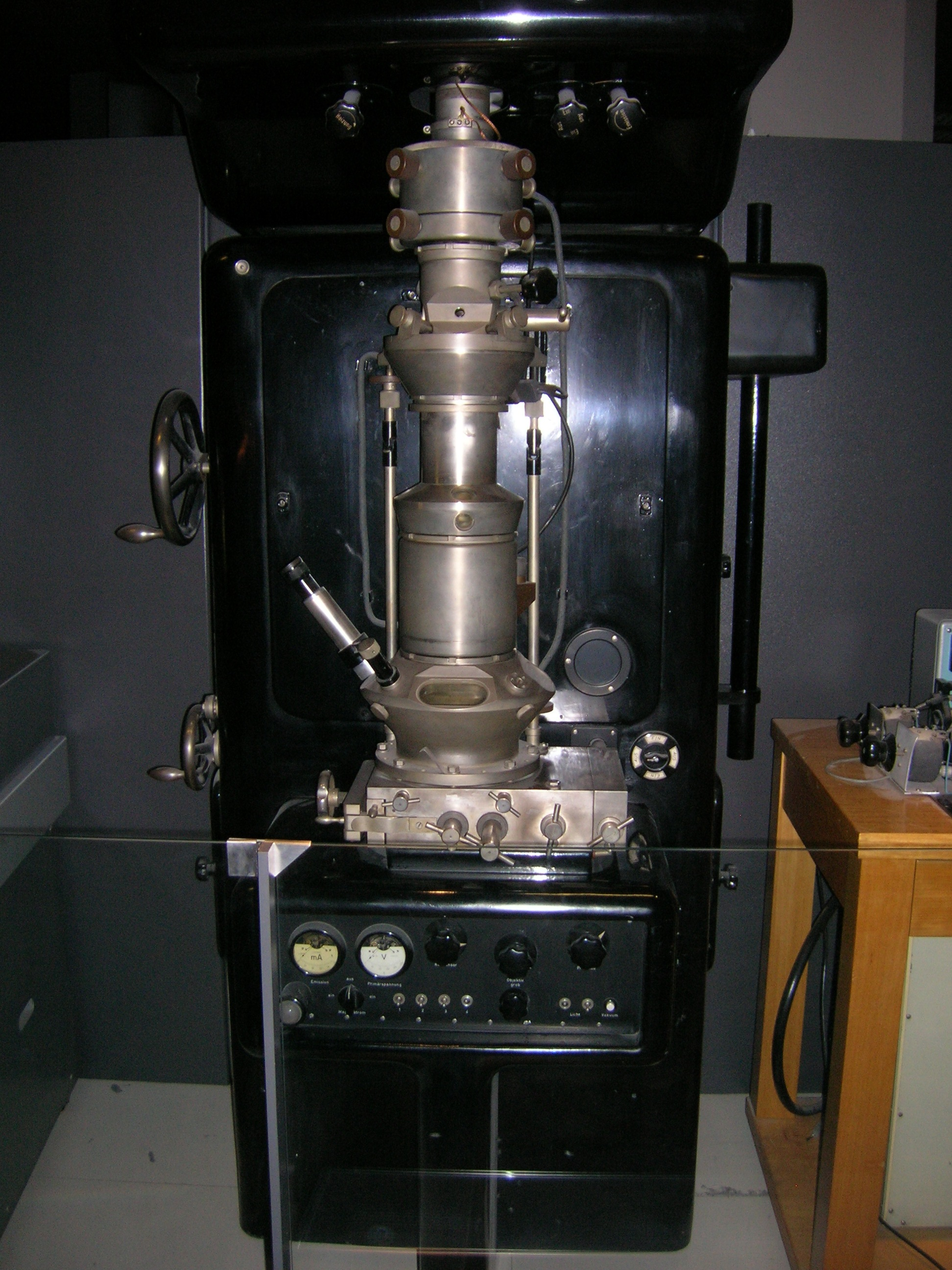
Перший трансмісійний електронний мікроскоп у Deutsches Museum в Мюнхені

Трансмісійний електронний мікроскоп (Просвічуючий електронний мікроскоп, ТЕМ — TEM — англ. transmission electron microscope) — вид електронного мікроскопа який дозволяє отримувати пряме зображення об'єкта за допомогою електронного променя. Техніка просвічення електронами (трансмісії) тонких об'єктів дозволяє отримувати розділення до 0,08 нм, а при використанні техніки електронного коректування аберації — ТЕАМ (Transmission Electron Aberration-corrected Microscope) отримувати розділення і 0,05 нм.

## Теоретичні основи
За правилом Аббе межа розділення двох точок {\displaystyle d} в оптичному мікроскопі залежить від довжини хвилі світла {\displaystyle \lambda }, значення показника заломлення {\displaystyle n} та половини кута відкривання об'єктива:
{\displaystyle \alpha }.
{\displaystyle d={\frac {\lambda }{2\,n\,\sin \alpha }}={\frac {\lambda }{2\,{\textrm {NA}}}}}
де NA = {\displaystyle n\sin \alpha }.
За цим законом роздільна здатність оптичного мікроскопа обмежена довжиною хвилі видимого спектра світла (400—700 нм). Однак використовуючи електрони як «джерело світла», та фіксуючи картину на спеціальному екрані можливо у багато разів збільшити роздільну здатність. Довжина хвилі електрона залежить від його швидкості та створеної для його прискорення різниці потенціалів (напруги)
{\displaystyle \lambda _{e}={\frac {h}{\sqrt {2m_{0}eU(1+{\frac {eU}{2E_{0}}})}}}}
де {\displaystyle h},{\displaystyle e}, {\displaystyle m_{0}} та {\displaystyle E_{0}=m_{0}c^{2}=511} кеВ є відповідно стала Планка, заряд, маса і енергія спокою електрона.
Отже за цією формулою можна знайти довжину хвилі електрона відносно робочої напруги:
| U (кВ) | v/c   | {\displaystyle \lambda } (пм) |
| ------ | ----- | ----------------------------- |
| 100    | 0,548 | 3,70                          |
| 300    | 0,776 | 1,97                          |
| 1000   | 0,941 | 0,87                          |

## Принцип роботи

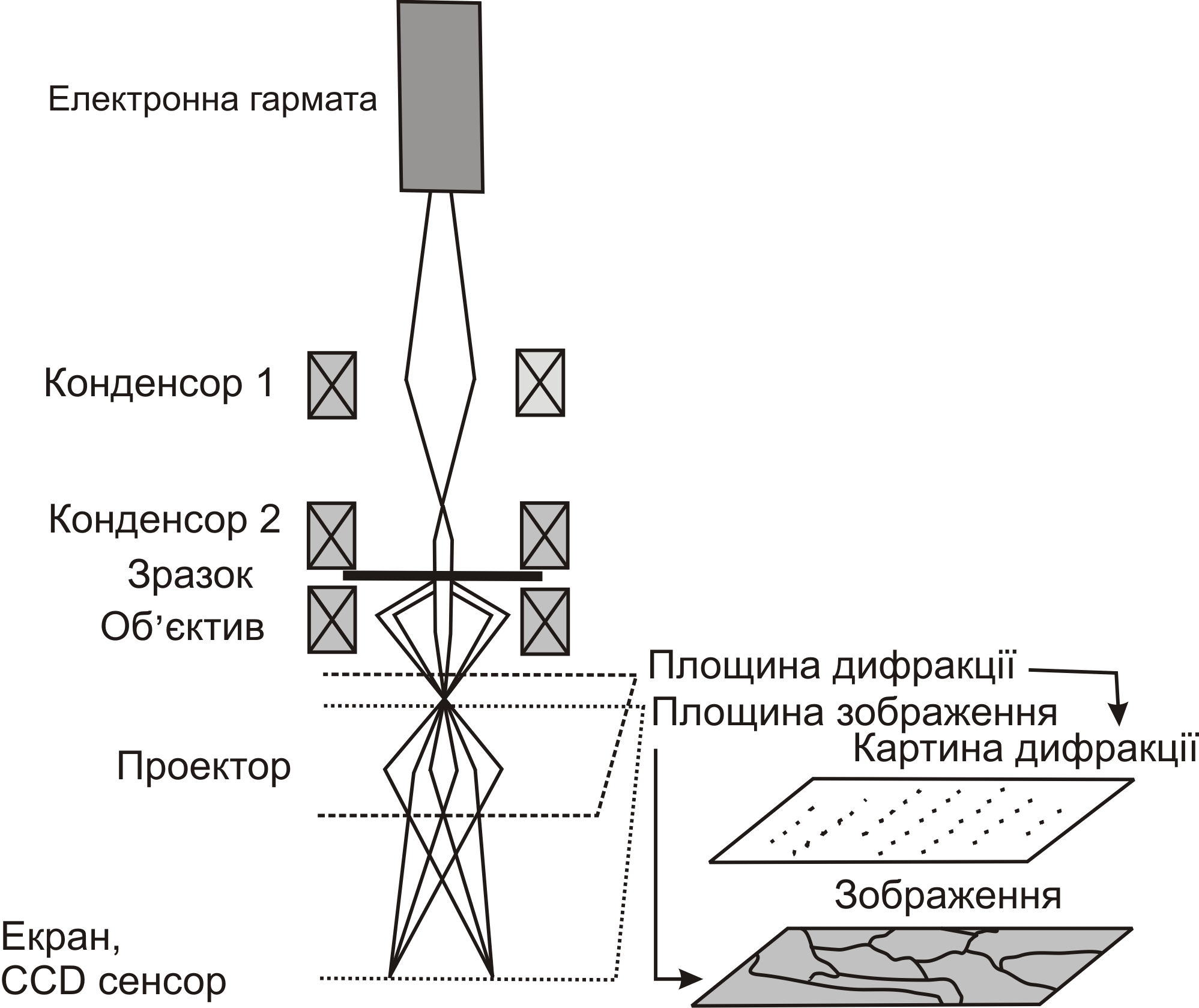
Схематичне зображення трансмісійного електронного мікроскопа

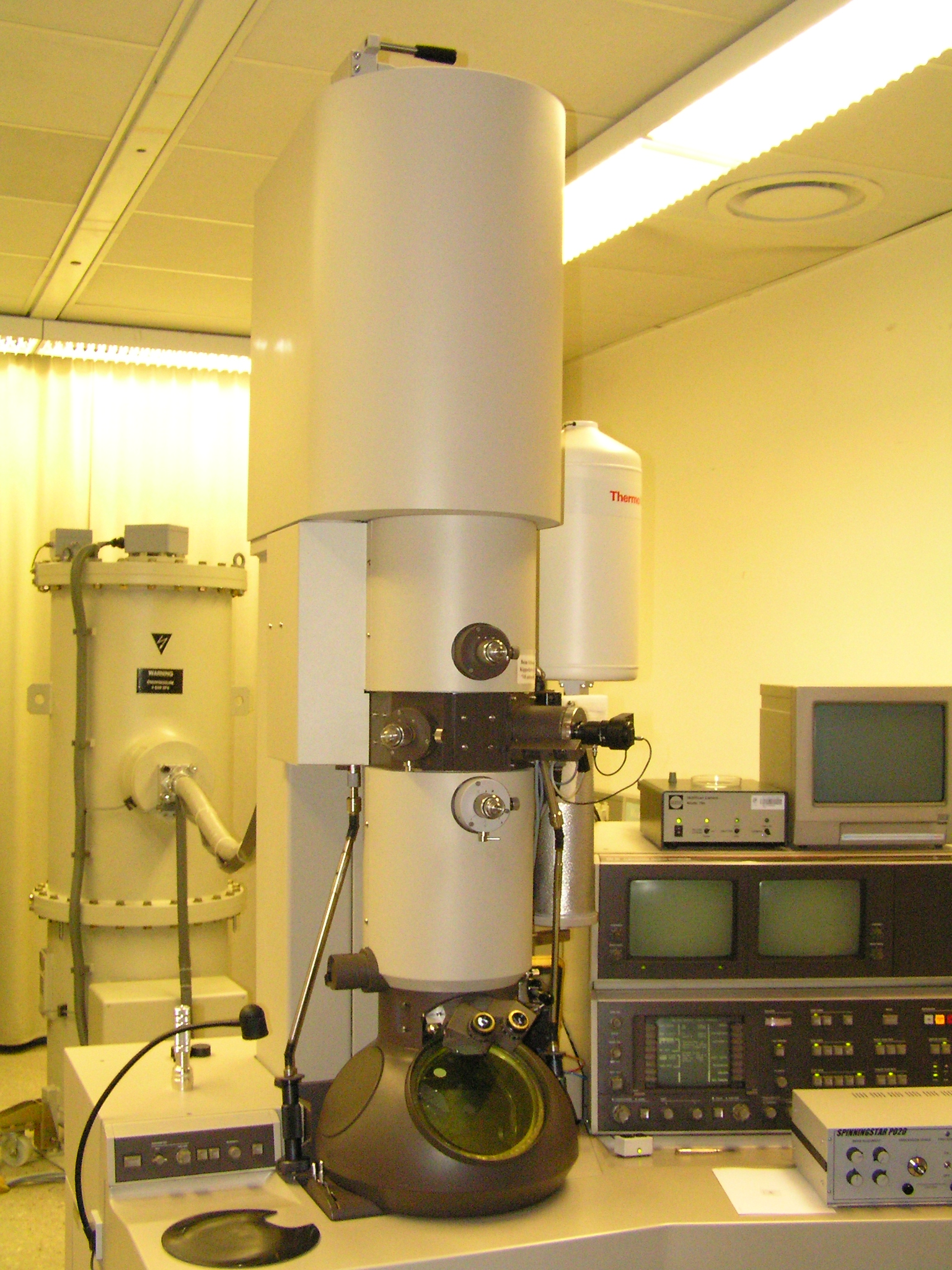
Трансмісійний електронний мікроскоп

У трансмісійному електронному мікроскопі електрони проходять через об'єкт, який для цього дослідження має бути достатньо тонким. Часто достатня товщина від декількох нанометрів до мікрометра, що залежить від порядкового номера атомів, що входять до складу об'єкта та величини напруги для прискорення електронів. У камері мікроскопа має бути високий вакуум (10−7 мБар), для усунення взаємодії електронів з молекулами повітря. Для усунення домішок і створення високого вакууму камеру додатково обладнують посудиною охолодженою рідким азотом, як для конденсації домішок так і для охолодження детектора аналізу спектра рентгенівського випромінювання. Типові напруги складають від 80 кВ до 400 кВ, хоча напруги нижчі від 200 кВ використовують для біологічних об'єктів. Чим нижча напруга і вище порядкове число атомів, тим тоншим має бути об'єкт. Пучок електронів виходить з джерела катода — електронної гармати (як правило LaB6) і прискорюється високою напругою, при цьому для управління пучком використовується система магніто-електричних конденсорів-лінз таким чином, щоб він попадав паралельно на вибрану ділянку об'єкта.
При попаданні на об'єкт частина електронів розсіюється в залежності від порядкового номера елементу чи його оточення в кристалічній структурі. За допомогою діафрагми пропускаються не розсіяні електрони та на екрані (також на фотоплівці або CCD сенсорі за певною технікою) отримується пряме зображення реальної структури, яке можна використовувати для інтерпретації або розрахунків.
Аналізуючи енергетичний спектр емісії рентгенівського випромінювання (англ. Energy Dispersive X-ray Spectroscopy, EDX), що утворюється при взаємодії електронного пучка та атомів об'єкта, додатково вивчають також і його склад.

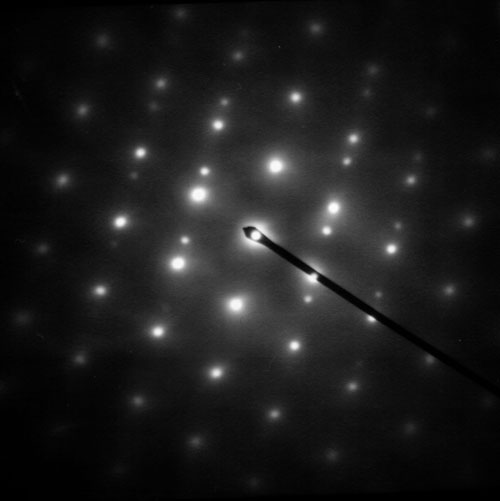
Електронна дифракція аустеніту отримана на трансмісійному електронному мікроскопі

Розрахована структура сполуки (зверху) та реальна картина структури кристалічного тіла знята при різних фокусних відстанях на трансмісійному електронному мікроскопі та симульована (виділено) за допомогою перетворення Фур'є

Змінюючи фокусну площину об'єктиву лінз отримують картину електронної дифракції ділянки кристалічного тіла, що дозволяє визначати його кристалічну структуру.
Трансмісійний електронний мікроскоп складається з:
- електронної гармати (джерела електронів)
- системи магнітних лінз
- системи детектування електронів

## Формування зображення
Формування зображення (контрастне зображення) в значній мірі залежить від режиму роботи ТЕМу. Комплекс методів візуалізації, які використовують унікальну можливість зміни зображення лінзи або можливість відключення об'єктива, дозволена для багатьох режимів роботи. Ці режими можуть бути використані для добування інформації, яка представляє особливий інтерес для дослідника.

### Зображення в світлому полі
Найпоширенішим режимом роботи ТЕМ є світлий режим візуалізації поля. У цьому режимі особливістю є те, якщо їх розглядати класично, що зображення формується безпосередньо із закупорення і поглинання електронів у зразку. Товстіші регіони зразка, або регіони з великим атомним номером зобразяться темними, в той час як регіони, без зразка у напрямку проходження променя з'являться яскравим (світлим) - звідси і термін "світлому полі". Зображення, по суті вважається простою двовимірною проєкцією зразка до оптичної осі, і в першому наближенні може бути змодельована за допомогою закону Бера, складніший аналіз вимагає моделювання зразка включаючи фазову інформацію.

### Зображення у темному полі
Зразки можуть проявляти дифракційний контраст, при якому пучок електронів зазнає Брегівське розсіювання, який у разі кристалічного зразка, розсіює електрони на окремі місця в задній фокальній площині. Якщо розмістити отвори в задній фокальній площині, тобто апертура об'єкту, бажане Брегівське відображення може бути обране (або виключене), таким чином тільки та частина зразка яка спричиняє розсіяння електронів на відповідні зображення буде відображатися (проектувати зображення) на екран. Якщо зображення які вибираються не включають не розсіяних променів (які з'являться до у фокусі об'єктива), то зображення буде виглядати темним там де не відбувається розсіювання на зразку по відношенню до вибраного піку. Це називається зображенням у темному полі.

## Біологічні об'єкти

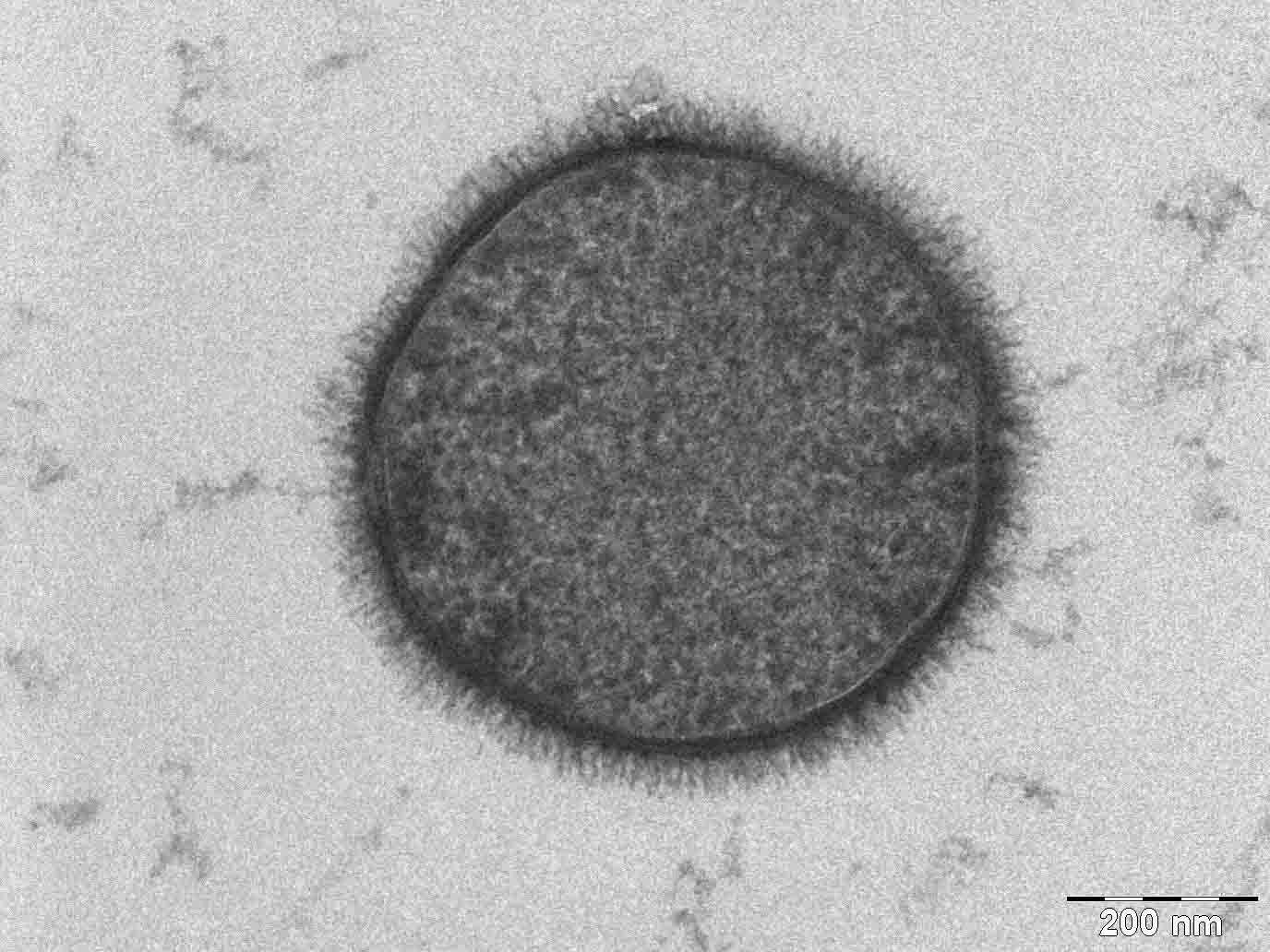
Мікрофотографія зрізу клітини Bacillus subtilis, зроблена за допомогою Tecnai T-12 TEM. Шкала 200 нм.

Для біологічних об'єктів необхідно проводити спеціальну підготовку, яка залежить від поставлених завдань:
- Фіксування об'єкта — використовують ґлютаральдегід (CH2(CH2CHO)2) для фіксування та тетроксид осмію для теж для фіксування та фарбування ліпідів
- Кріофіксація — шокове замороження об'єкта рідким етаном при −135 °C, при цьому вода не кристалізується, а утворює склоподібний лід.
- Дегідрація — заміщення води у об'єкті етанолом або ацетоном.
- Фіксування об'єкта у акрилових смолах.
- Секціонування — розділення на тонкі шари (розрізанням)
- Використання важких атомів для концентрації в певних ділянках — збільшення таким чином контрасту.
- High-Pressure-Freezing (HPF) — замороження при високому тиску. Використовують у електронній мікроскопії імунної системи.